# Baghban
Baghban è un film indiano del 2003 diretto da Ravi Chopra. Amitabh Bachchan e Hema Malini sono gli attori principali mentre Salman Khan vi fa un'ospitata. Aman Verma, Samir Soni, Saahil Chadha e Nasir Kazi interpretano i quattro figli di Bachchan e Malini. Mahima Chaudhry, Paresh Rawal, Rimi Sen e Lilette Dubey sono presenti in importanti ruoli secondari.